# Champeaux (Manche)
Champeaux és un municipi francès situat al departament de la Manche i a la regió de Normandia. L'any 2007 tenia 374 habitants.

## Demografia

### Població
El 2007 la població de fet de Champeaux era de 374 persones. Hi havia 176 famílies de les quals 63 eren unipersonals (34 homes vivint sols i 29 dones vivint soles), 88 parelles sense fills i 25 parelles amb fills.
La població ha evolucionat segons el següent gràfic:
Habitants censats

### Habitatges
El 2007 hi havia 363 habitatges, 185 eren l'habitatge principal de la família, 164 eren segones residències i 14 estaven desocupats. 351 eren cases i 11 eren apartaments. Dels 185 habitatges principals, 144 estaven ocupats pels seus propietaris, 40 estaven llogats i ocupats pels llogaters i 1 estava cedit a títol gratuït; 10 tenien dues cambres, 37 en tenien tres, 57 en tenien quatre i 82 en tenien cinc o més. 134 habitatges disposaven pel capbaix d'una plaça de pàrquing. A 101 habitatges hi havia un automòbil i a 66 n'hi havia dos o més.

### Piràmide de població
La piràmide de població per edats i sexe el 2009 era:
| Homes | Edats   | Dones |
| ----- | ------- | ----- |
| 0     | 95 o +  | 0     |
| 0     | 90 a 94 | 0     |
| 4     | 85 a 89 | 4     |
| 0     | 80 a 84 | 12    |
| 12    | 75 a 79 | 12    |
| 8     | 70 a 74 | 20    |
| 12    | 65 a 69 | 8     |
| 20    | 60 a 64 | 16    |
| 4     | 55 a 59 | 8     |
| 28    | 50 a 54 | 16    |
| 4     | 45 a 49 | 0     |
| 12    | 40 a 44 | 0     |
| 4     | 35 a 39 | 8     |
| 8     | 30 a 34 | 12    |
| 20    | 25 a 29 | 16    |
| 0     | 20 a 24 | 4     |
| 4     | 15 a 19 | 4     |
| 20    | 10 a 14 | 4     |
| 4     | 5 a 9   | 4     |
| 12    | 0 a 4   | 8     |

## Economia
El 2007 la població en edat de treballar era de 200 persones, 135 eren actives i 65 eren inactives. De les 135 persones actives 121 estaven ocupades (66 homes i 55 dones) i 13 estaven aturades (7 homes i 6 dones). De les 65 persones inactives 39 estaven jubilades, 6 estaven estudiant i 20 estaven classificades com a «altres inactius».

### Ingressos
El 2009 a Champeaux hi havia 179 unitats fiscals que integraven 364 persones, la mediana anual d'ingressos fiscals per persona era de 15.831 €.

### Activitats econòmiques
Dels 20 establiments que hi havia el 2007, 1 era d'una empresa extractiva, 1 d'una empresa de fabricació d'elements pel transport, 3 d'empreses de construcció, 1 d'una empresa de comerç i reparació d'automòbils, 5 d'empreses d'hostatgeria i restauració, 1 d'una empresa d'informació i comunicació, 1 d'una empresa immobiliària, 4 d'empreses de serveis, 1 d'una entitat de l'administració pública i 2 d'empreses classificades com a «altres activitats de serveis».
Dels 9 establiments de servei als particulars que hi havia el 2009, 1 era un paleta, 2 electricistes, 1 perruqueria, 4 restaurants i 1 saló de bellesa.
L'any 2000 a Champeaux hi havia 20 explotacions agrícoles que ocupaven un total de 342 hectàrees.

## Poblacions més properes
El següent diagrama mostra les poblacions més properes.